# هيسيخيوس السكندري

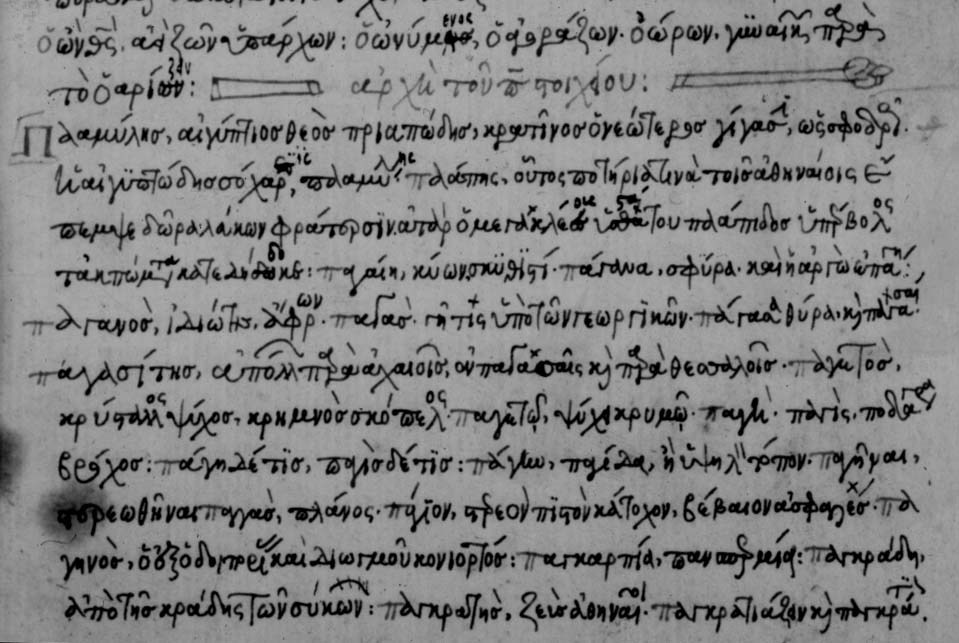
بداية حرف π، من مخطوطة Marc. Gr. 622.

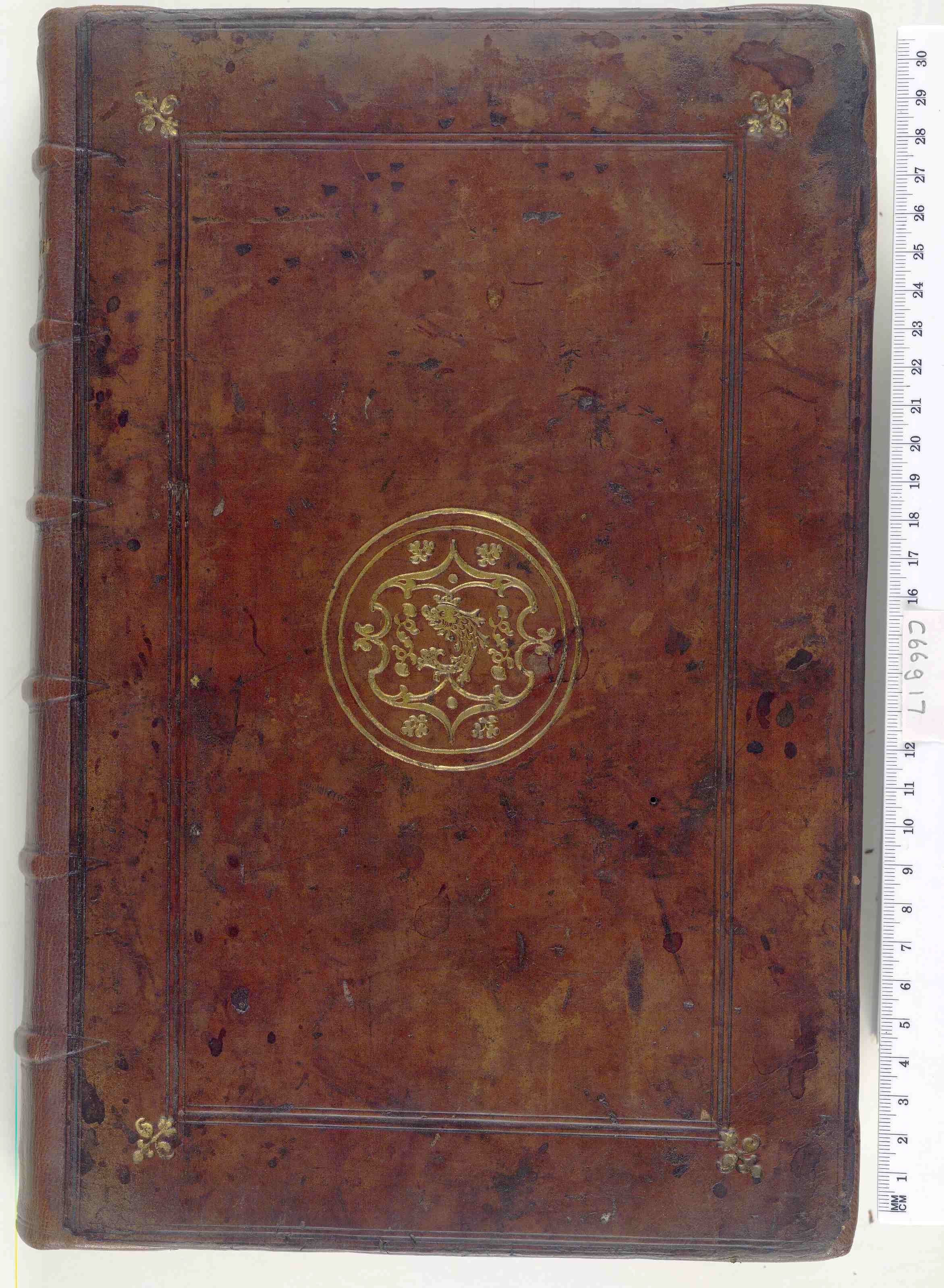
معجم هيسيخيوس (الطبعة السويسرية، القرن السادس عشر).

هيسيخيوس السكندري (الإغريقية: Ἡσύχιος ὁ Ἀλεξανδρεύς، رومنة: Hēsýchios ho Alexandreús، ت.ح. 'هيسيخيوس الإسكندري') هو يوناني نحوي يُرجّح أنه عاش في القرن الخامس أو القرن السادس الميلادي، وقد جمع أغنى معجم للكلمات اليونانية النادرة والغريبة الباقية حتى اليوم، ويُعتقد أنه اعتمد في ذلك على أعمال معجميين أسبقين.
العمل الذي يحمل عنوان "المجموعة الأبجدية لجميع الكلمات" (Συναγωγὴ Πασῶν Λέξεων κατὰ Στοιχεῖον, سيناغوغيه باسان ليكسئون كاتا ستويخيون) يحتوي على أكثر من 50,000 مدخلة، وهي قائمة وفيرة بالكلمات والتراكيب والصيغ الغريبة، مشفوعة بشرح لمعانيها، وغالبًا مع الإشارة إلى المؤلف الذي استخدمها أو إلى المنطقة في اليونان القديمة التي كانت سائدة فيها. ولذلك، فإن الكتاب يُعدّ ذا قيمة عظيمة لدارسي لهجات اللغة اليونانية القديمة، ولإعادة بناء نصوص المؤلفين الكلاسيكيين عامة، – وخاصة أمثال أسخيلوس وثيوكريتوس الذين استخدموا العديد من الكلمات النادرة.
وتكمن أهمية هيسيخيوس، ليس فقط في الفيلولوجيا اليونانية، بل أيضًا في دراسة اللغات المندثرة واللهجات الغامضة في البلقان قديماً (مثل الألبانوية واللغة التراقية)، وفي إعادة بناء اللغات الهندوأوروبية البدائية. فالعديد من الكلمات التي يتضمنها هذا العمل لا توجد في النصوص اليونانية القديمة المتبقية.
وتكشف شروحات هيسيخيوس للعديد من الصفات والعبارات عن حقائق مهمة حول الدين والحياة الاجتماعية في العصور القديمة.
وفي رسالة تمهيدية، يذكر هيسيخيوس أن معجمه قائم على معجم ديوجينيانوس (المستقى بدوره من عمل أسبق لـبامفيلوس الإسكندري), لكنه استند أيضًا إلى أعمال مماثلة للنحوي أريستارخوس الساموثراكي، وأبيون، وهيليودوروس، وأميرياس، وآخرين.
ومن المحتمل أن هيسيخيوس لم يكن مسيحيًا. أما الشروحات التي تتناول كلمات من غريغوريوس النزينزي وكتّاب مسيحيين آخرين (glossae sacrae)، فهي من الإضافات اللاحقة.
ويعود حفظ المعجم إلى مخطوطة واحدة شديدة الفساد تعود إلى القرن الخامس عشر، وهي محفوظة في مكتبة القديس مرقس في البندقية (Marc. Gr. 622، القرن 15). وطُبع لأول مرة عام 1514 على يد ماركوس موسوروس (في مطبعة ألدوس مانوتيوس) في البندقية، ثم أُعيد طبعه عامي 1520 و1521 مع تنقيحات طفيفة. وقد نُشرت طبعة حديثة منه تحت رعاية الأكاديمية الملكية الدنماركية للفنون الجميلة في كوبنهاغن، بدأها كورت لاته (المجلد الأول نُشر عام 1953، والثاني بعد وفاته عام 1966)، وأكملها بيتر آلان هانسن وإيان سي. كننغهام (المجلد الثالث، 2005، والمجلد الرابع، 2009).

## وصلات خارجية
- استمرار الطبعة الحديثة للاته: المجلد الثالث (π حتى σ), المجلد الرابع (τ حتى ω)
- معجم هيسيخيوس الإسكندري، تحرير موريتس شميدت، يينا، مطبعة ماوك، 1867.
- هيسيخيوس الغلوسوغرافي والتلميذ الشارح الروسي في القسطنطينية، القرن 12–13: من المخطوطة الفينّية ذات الأصل اليوناني الروسي، مع إضافات أخرى يونانية خالصة، ونماذج من ثلاثة معاجم لسيريل، ومقالات متنوعة في الفيلولوجيا والسلافية، تحرير بارتولوميوس كوبيتر، فيينا، 1839، منشور لدى ج. غيرولد.
- كورت لاته، إيان كامبل كننغهام (محرران)، معجم هيسيخيوس الإسكندري: المجلد الأول: Α–Δ. مجموعة النحويين اليونانيين واللاتينيين، 11. برلين؛ بوسطن: دي غرويتر، 2018. ص. xxxvii، 660. (ردمك 9783110542813). €169.95. مراجعة بقلم إلينور ديكي.